# Gorges de la Rhue
Gorges de la Rhue este o arie protejată (sit de importanță comunitară — SCI) din Franța întinsă pe o suprafață de 1.018 ha, integral pe uscat.

## Localizare
Centrul sitului Gorges de la Rhue este situat la coordonatele 45°21′50″N 2°39′20″E / 45.36389°N 2.65556°E.

## Înființare
Situl Gorges de la Rhue a fost declarat arie specială de conservare în baza directivei 92/43 din 1992 referitoare la conservarea habitatelor naturale și a faunei și florei sălbatice pentru a proteja 3 specii de plante și 12 specii de animale.

## Biodiversitate
Situată în ecoregiunea continentală, aria protejată conține 14 habitate naturale: Mlaștini turboase de tranziție și turbării mișcătoare, Păduri de fag acidofile atlantice, cu subarboret de Ilex și, uneori, de asemenea, Taxus, la nivelul arbuștilor (Quercion robori-petraeae sau Ilici-Fagenion), Roci stâncoase cu vegetație pionieră de Sedo-Scleranthion sau Sedo albi-Veronicion dillenii, Mlaștini împădurite, Liziere de ierburi înalte hidrofile de câmpie și de nivel montan până la alpin, Păduri pe pante, grohotișuri și ravene de Tilio-Acerion, Formațiuni montane de Cytisus purgans, Păduri aluvionare cu Alnus glutinosa și Fraxinus excelsior (Alno-Padion, Alnion incanae, Salicion albae), Pante stâncoase silicioase cu vegetație casmofită, Pajiști uscate europene, Grohotișuri silicioase medio-europene, la altitudine înaltă, Turbării active, Păduri acidofile de Picea de la nivel montan la nivel alpin (Vaccinio-Piceetea), Păduri de fag Asperulo-Fagetum.
La baza desemnării sitului se află mai multe specii protejate:
- plante (3): Buxbaumia viridis, mușchi (Dicranum viride), Orthotrichum rogeri
- mamifere (7): liliac cârn (Barbastella barbastellus), vidră de râu (Lutra lutra), liliac cu urechi mari (Myotis bechsteinii), liliac cărămiziu (Myotis emarginatus), liliac comun (Myotis myotis), liliacul mare cu potcoavă (Rhinolophus ferrumequinum), liliacul mic cu potcoavă (Rhinolophus hipposideros)
- nevertebrate (3): Austropotamobius pallipes, gândacul de apă (Rhysodes sulcatus), Rosalia alpina
- pești (2): zglăvoacă (Cottus gobio), Cottus perifretum

Pe lângă speciile protejate, pe teritoriul sitului au mai fost identificate 20 de specii de plante, 16 specii de păsări, 16 specii de mamifere, 4 specii de nevertebrate.